# Radostínské rašeliniště
Radostínské rašeliniště je národní přírodní rezervace poblíž obce Radostín v okrese Žďár nad Sázavou v Kraji Vysočina. Rezervace se nachází v nadmořské výšce 618 až 622 metrů na území Chráněné krajinné oblasti Žďárské vrchy. Oblast spravuje AOPK ČR, regionální pracoviště Správa CHKO Žďárské vrchy.

## Předmět ochrany
Předmětem ochrany je přechodové rašeliniště rozvodnicového typu s charakteristickými rostlinnými a živočišnými společenstvy. Rezervace je jedinou lokalitou blatkového boru na Českomoravské vrchovině. Přírodní rezervaci založili spolu s rezervací Horákova hora jako první dvě rezervace na soukromých pozemcích v předválečném Československu majitelé panství z rodu Kinských.

### Flóra
Na chráněném území se vyskytuje celá řada významných druhů rostlin. Patří mezi ně například borovice blatka (Pinus rotundata), ostřice šlahounovitá (Carex chordorrhiza), rosnatka okrouhlolistá (Drosera rotundifolia), kyhanka sivolistá (Andromeda polifolia), suchopýr pochvatý (Eriophorum vaginatum), klikva bahenní (Oxycoccus palustris), tolije bahenní (Parnassia palustris) a všivec lesní (Pedicularis sylvatica).

### Fauna
Mezi významné druhy místních živočichů patří vážka jasnoskvrnná (Leucorrhinia pectoralis) a mravenec rašelinný (Formica picea).

## Galerie

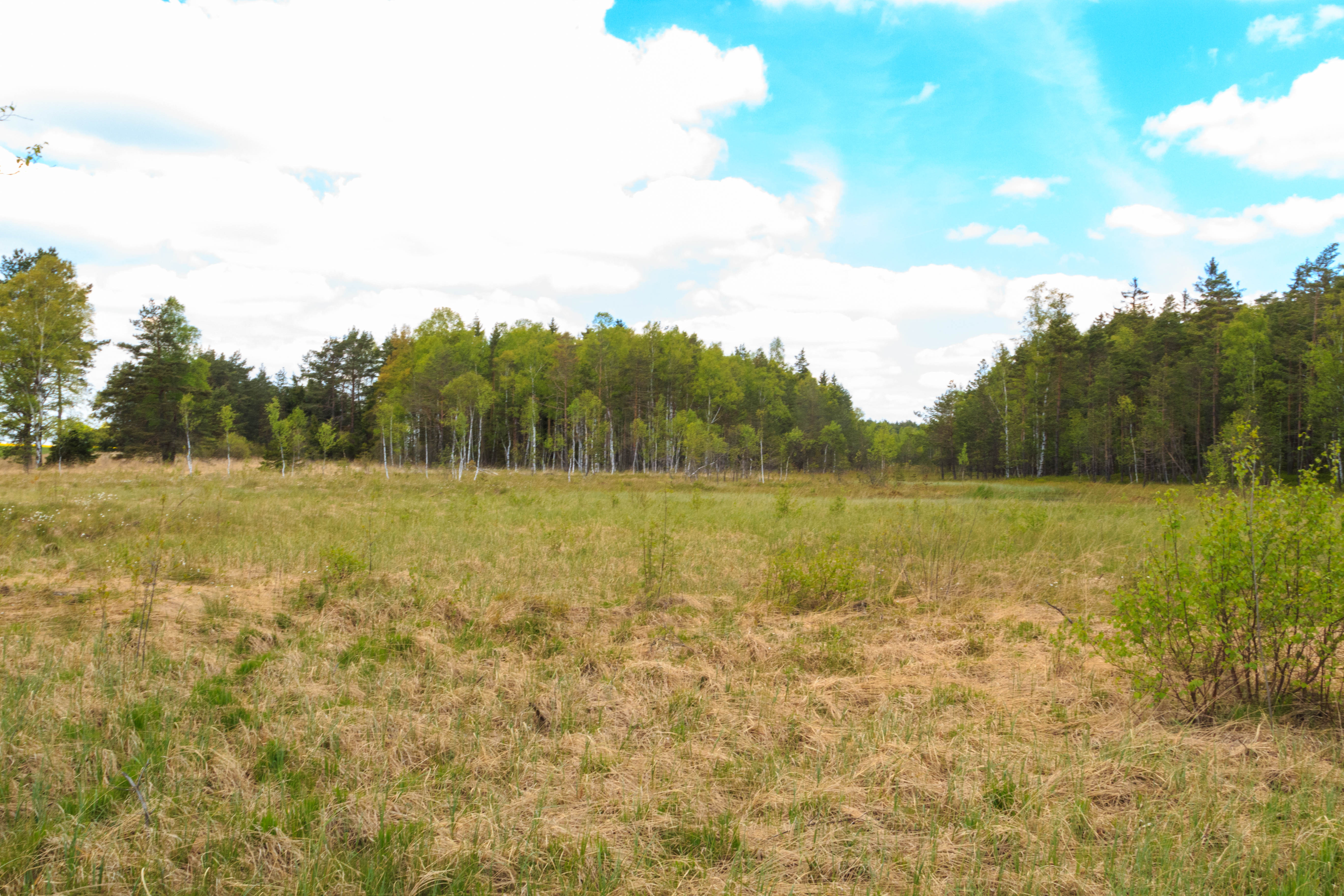
NPR Radostínské rašeliniště
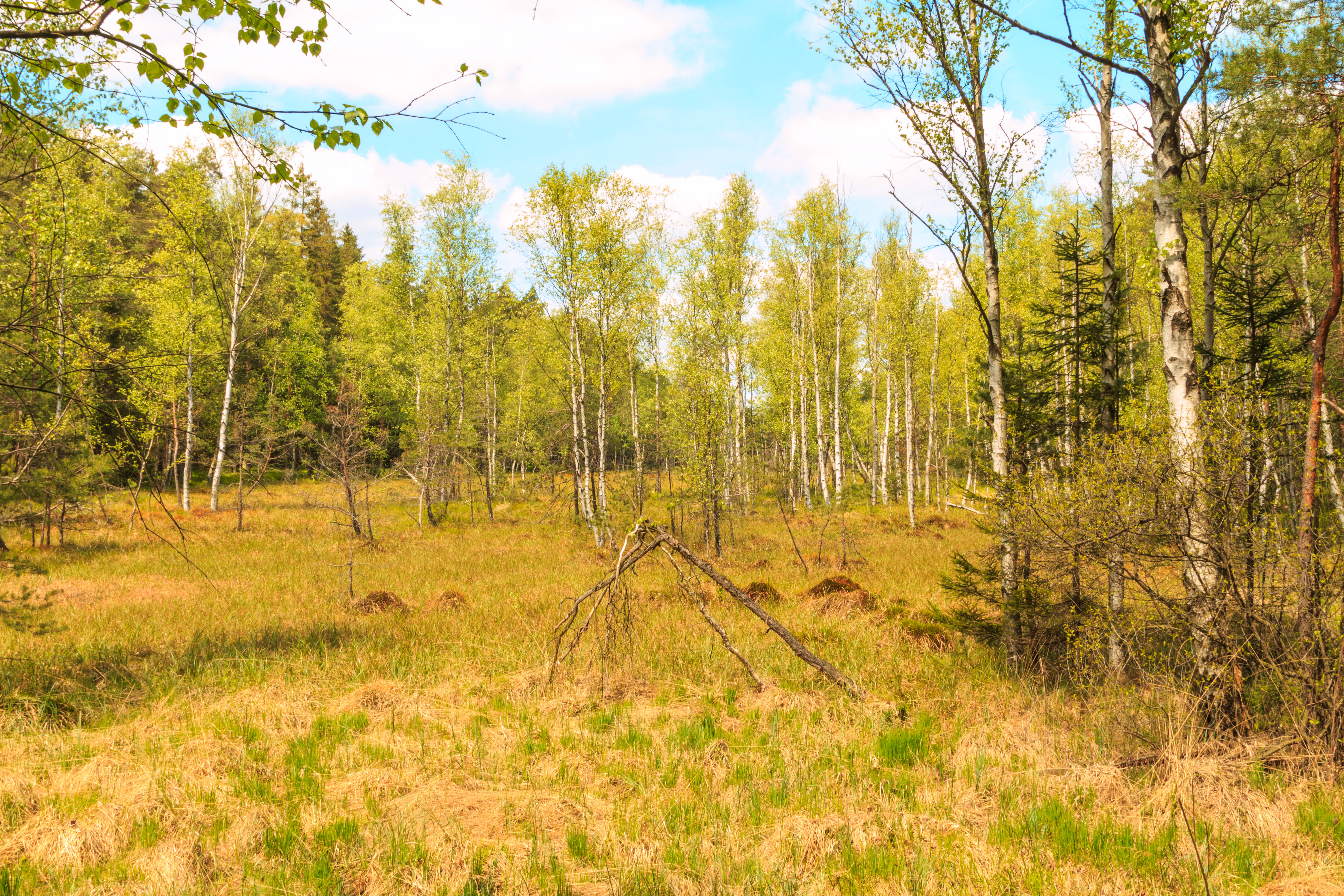
NPR Radostínské rašeliniště
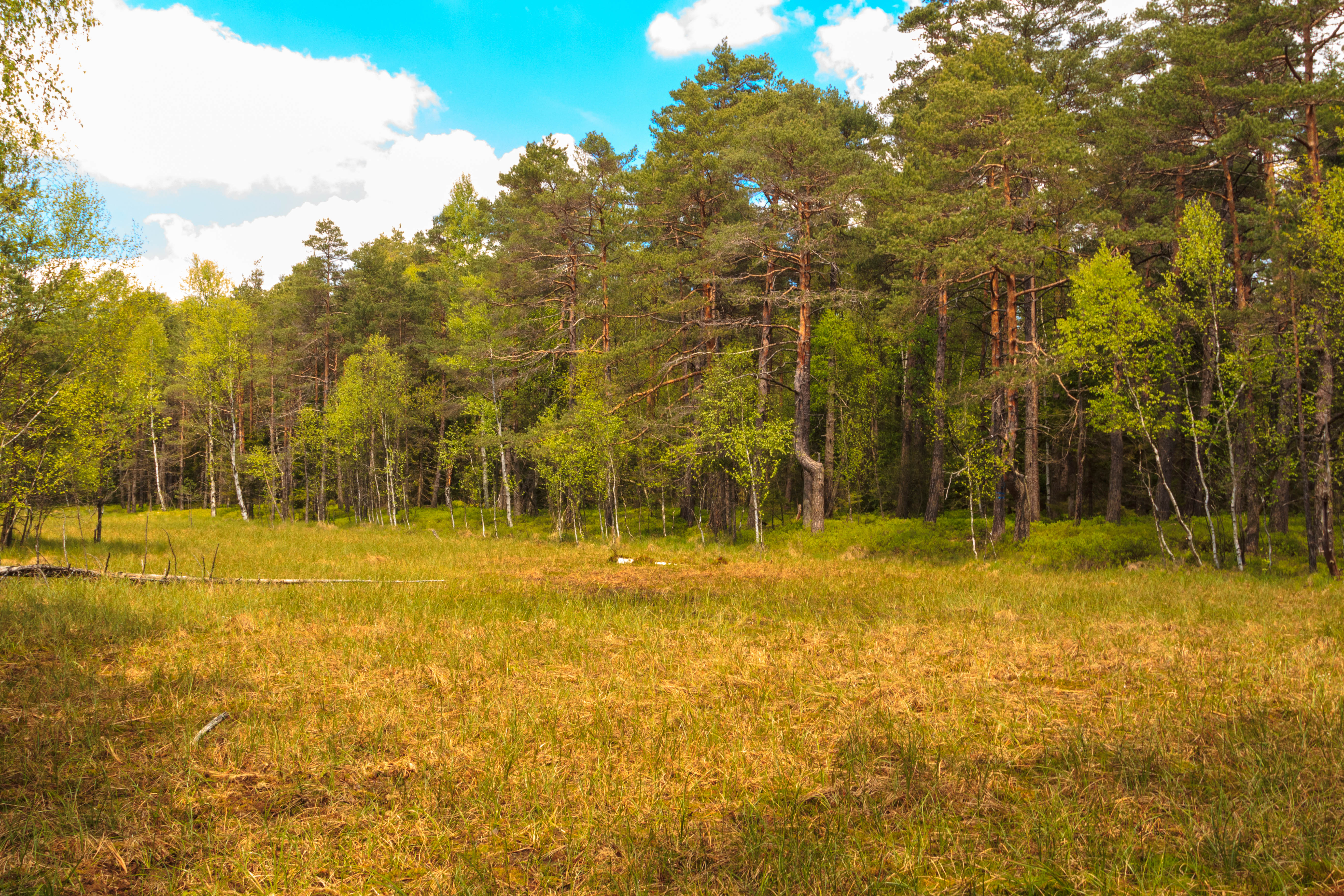
NPR Radostínské rašeliniště
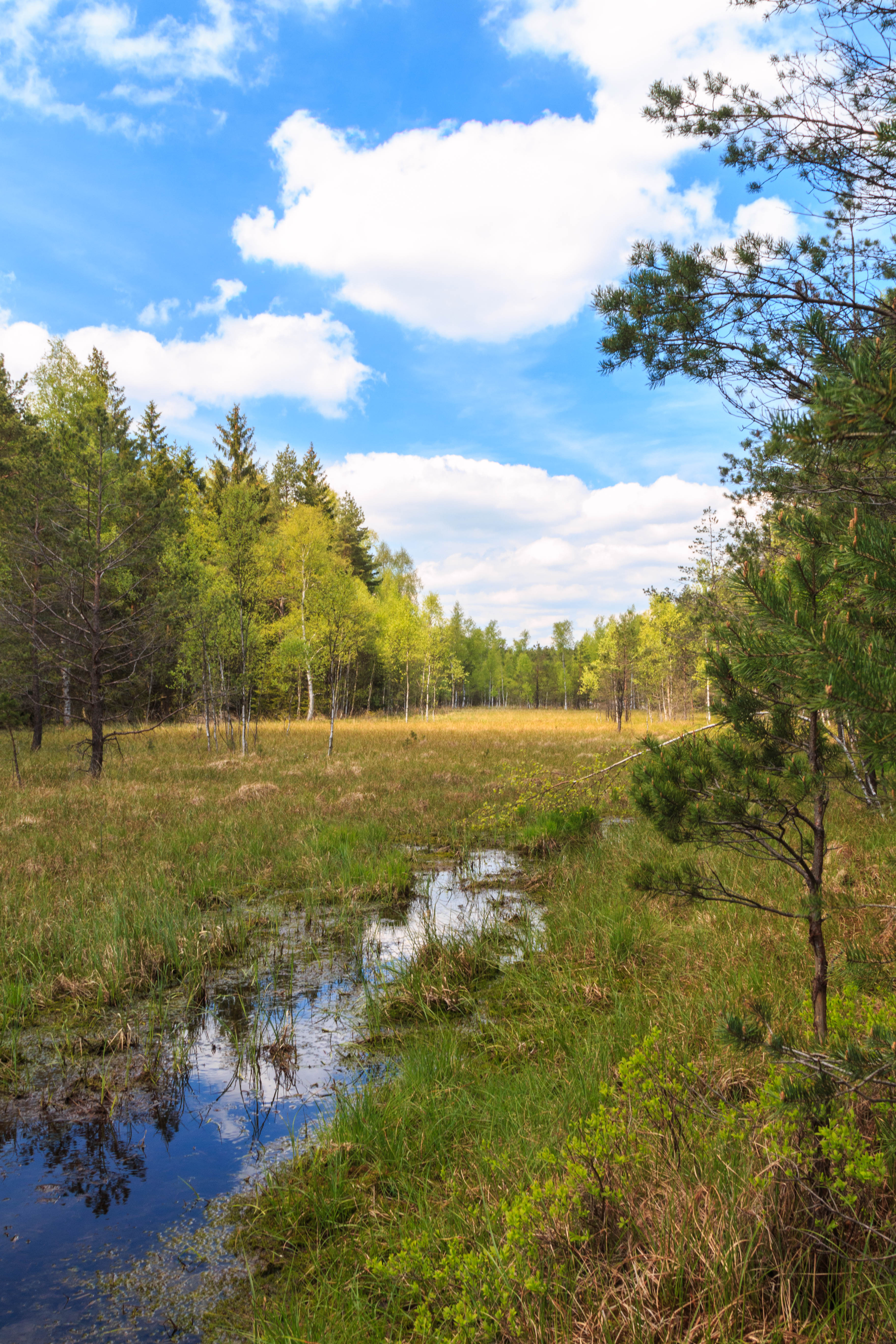
NPR Radostínské rašeliniště